# Ajoit
Ajoitul este un mineral foarte rar care face parte din clasa silicaților și germanaților, fiind un silicat neclasificat. Mineralul cristalizează în sistemul triclinic și are compoziția chimică (K,Na)Cu7AlSi9O24(OH)6 * 3H2O. Se prezintă sub formă de agregate masive tabulare sau cristale prismatice, de culoare verde-abăstruie.
Numele mineralului provine de locul unde a fost prima oară descoperit - districtul „Ajo” din  „Pima County” Arizona SUA.

## Răspândire
Ajoitul împreună cu Shattuckitul apar ca minerale secundare (formate prin procese metamorfice, hidrotermale sau intemperii) în zăcămintele de cupru.
Mineralul a fost găsit la Ramsbeck/Bestwig în Germania, Devon în Marea Britanie, prefectura Tochigi din Japonia, Khorixas în Namibia, Transvaal în Africa de Sud, la Osborn/Arizona și la Ajo în SUA.